# Commandos 2: Men of Courage
Commandos 2: Men of Courage est un jeu vidéo de tactique en temps réel, développé par Pyro Studios, sorti sur PC, PS2 et Xbox en 2001. Ce jeu est la suite de Commandos : Derrière les lignes ennemies.
En 2020, une ré-édition du jeu intitulée Commandos 2 HD Remaster, sort sur Nintendo Switch.

## Trame

### Personnages
Outre les personnages du premier opus, trois nouveaux personnages font leur apparition :
- Le voleur, agile et rapide, qui peut donc s'infiltrer très facilement en territoire ennemi mais ne sait toutefois pas maîtriser efficacement les ennemis qu'il assomme.
- Natacha  qui use de ses charmes pour détourner l'attention ennemie. Son rôle ressemble un peu à celui de l'espion. À noter qu'elle était déjà présente dans l'add-on du premier opus.
- l'artificier, sage et âgé et utilise les armes lourdes et les bombes
- le béret vert , un soldat fort physiquement
- le mécano
- l'espion
- nageur de combat
- Le chien qui peut transporter divers objets d'un coin à l'autre de la carte sans être gêné par les soldats. Son rôle reste assez limité dans l'histoire.

## Système de jeu
Commandos 2 reprend les bases du premier opus. Le joueur dirige toujours une équipe de commandos durant la Seconde Guerre mondiale qui doivent accomplir différents objectifs en s'infiltrant dans des lieux infestés de soldats ennemis, le tout en vue aérienne afin d'avoir une vue d'ensemble de la situation.
Les interactions possibles avec l'environnement sont plus nombreuses et les capacités des commandos étendues (le nageur de combat peut lancer des couteaux, par exemple) ; si chaque commando possède ses propres facultés, ils sont désormais moins spécialisés dans leurs actions (par exemple, tout commando peut désormais porter un corps, nager, ou revêtir un uniforme ennemi).
De nombreux mécanismes ont été ajoutés, il est désormais possible de pénétrer dans des bâtiments, et regarder par la fenêtre, ou tirer par la fenêtre. Les commandos se voient dotés d'un inventaire limité, et ils peuvent trouver des objets dans des placards ou sur les corps ennemis, comme des uniformes ou des munitions. Les munitions sont désormais comptées, à la différence des opus précédents ; de nouvelles armes font leur apparition, comme le fusil d'assaut ou la mitraillette. Les commandos peuvent tous revêtir un uniforme, mais seul l'espion peut en revêtir un pour un temps illimité sans être découvert. Enfin, on peut désormais assommer et ligoter un ennemi au lieu de le tuer, et utiliser ensuite un ennemi capturé pour effectuer des actions en le mettant en joue.
Les graphismes ont été actualisés, avec un passage à la 3D permettant la rotation de la caméra sous quatre angles différents.
Également, trois nouveaux commandos font leur apparition (voir la section personnages), plus le personnage de Wilson, un naufragé sur une île déserte, dans la mission 6.
Le jeu est constitué de dix missions, plus deux missions d'entraînement. Les trois premières missions s'inscrivent dans une continuité : la première mission se passe de nuit dans le port de La Pallice, où le voleur prépare le terrain pour l'équipe de commandos qui doit arriver le jour sur cette base (mission 2) ; l'équipe s'échappe ensuite dans un sous-marin, qui est attaqué et capturé au pôle Nord par un vaisseau nazi. Les missions suivantes se passent en Birmanie (mission 4) où l'on rencontre et l'on peut donner des ordres à des Gurkhas, sur le pont de la rivière Kwaï (mission 5), sur une île du Pacifique (mission 6), dans le port de Hải Phòng (mission 7), dans une ville dévastée par les combats entre les nazis et les Alliés (mission 8), dans la forteresse de Colditz (mission 9), et finalement autour de la tour Eiffel (mission 10).
Le jeu comporte de plus des phases dialoguées entre les commandos (par exemple après la libération de l'un d'entre eux dans certaines missions).
Enfin, dans toutes les missions sauf une, les commandos pourront récupérer dans les coffres ou placards des éléments de puzzle, constituant les fragments d'une photo ; si la photo est reconstituée à la fin de la mission, le joueur a la possibilité de jouer à une mission bonus.

## Développement
Une version pour la Dreamcast était prévue mais a été annulée.
Quelques jours après les attentats du 11 septembre 2001, l'éditeur Eidos Interactive a provoqué quelques réactions en Angleterre à la suite d'un message publicitaire pour Commandos 2 sur téléphone mobile demandant à chacun de se diriger vers son militaire recruteur pour effectuer son second service militaire. Un ancien militaire a dénoncé l'incompréhension que pouvait engendrer un tel message chez les personnes qui le recevaient sur leur mobile.

## Doublage français
- Natasha : Agnès Afriat
- Béret vert : Bernard Bollet
- Tireur d'élite : Arnaud Caron
- Narrateur: Hubert Drac
- Espion : Luc Gentil
- Voleur : Franck Lorrain
- Mécano : José Luccioni
- Artificier : Lorenzo Pancino

## Accueil
| Commandos 2           |      |             |
| Média                 | Pays | Notes       |
| Computer Gaming World | US   | 4.5/5       |
| Gamekult              | FR   | 9/10        |
| GameSpot              | US   | 88 %        |
| Gen4                  | FR   | 18/20       |
| Jeux vidéo Magazine   | FR   | 16/20 (PS2) |
| Jeuxvideo.com         | FR   | 17/20       |
| Joystick              | FR   | 93 %        |
| PC Gamer UK           | GB   | 90 %        |

Le jeu fut applaudi par la critique ; on souligna les graphismes plus beaux, les possibilités beaucoup plus étendues, et la difficulté toujours présente.

## Mod du jeu
Un mod pour le jeu est sorti trois ans plus tard. Désigné sous l'appellation « Destination Paris », il est basé sur les mêmes cartes, et fournit des compétences et des objets supplémentaires aux commandos. La difficulté est également augmentée avec des ennemis plus nombreux et plus intelligents ainsi que l'ajout de nouveaux objectifs.